# Binas
Binas – miejscowość i gmina we Francji, w Regionie Centralnym, w departamencie Loir-et-Cher.
Według danych na rok 1990 gminę zamieszkiwało 601 osób, a gęstość zaludnienia wynosiła 23 osoby/km² (wśród 1842 gmin Regionu Centralnego Binas plasuje się na 604. miejscu pod względem liczby ludności, natomiast pod względem powierzchni na miejscu 454.).